# Sabulodes mima
Sabulodes mima är en fjärilsart som beskrevs av Thierry-mieg 1894. Sabulodes mima ingår i släktet Sabulodes och familjen mätare. Inga underarter finns listade.